# ملكة جمال الكون 2019
ملكة جمال الكون 2019 هي مسابقة ملكة جمال الكون الثامنة والستين في تاريخ مسابقة ملكة جمال الكون منذ انطلاقتها عام 1952، عقدت المسابقة في 8 ديسمبر 2019 في تايلر بيري ستوديوز في أتلانتا، جورجيا في الولايات المتحدة. هذه هي المرة السادسة والثلاثين التي تستضيف فيها الولايات المتحدة مسابقة ملكة جمال الكون منذ بدايتها في عام 1952. في نهاية الحدث توجت زوزيبيني تونزي من جنوب إفريقيا من قبل ملكة جمال الكون السابقة كاتريونا جراي من الفلبين، هذا هو الفوز الثالث لجنوب إفريقيا بعد آخر فوز لها في عام 2017. شهدت هذه النسخة أيضًا تتويج أول امرأة سوداء منذ تتويج ليلى لوبيز في عام 2011. استضاف المسابقة ستيف هارفي في عامه الخامس على التوالي من ملكة جمال الكون، مع اوليفيا كالبو وفانيسا لاشي مضيفيين مرافقين من وراء الكواليس، وبأداء من جانب ألي بروك. شهدت هذا العام حضور تسعين متسابقة من بلدان وأقاليم من أنحاء العالم، لتنافس على لقب ملكة جمال الكون في مسابقة التي تم فيها استخدام تاج جديد من صنع مجوهرات معوض الفاخرة، وتقاعد بشكل رسمي تاج ميكيموتو. أصبحت سوي زين هتيت من ميانمار أول متسابقة مثلية تصرح بشكل علني تتنافس على لقب ملكة جمال الكون.

## النتائج

### المراكز النهائية
| النتائج النهائية     | المتنافسة |
| -------------------- | --- |
| ملكة جمال الكون 2019 | - جنوب أفريقيا - زوزيبيني تونزي |
| الوصيفة الأولى       | - بورتوريكو - ماديسون أندرسون |
| الوصيفة الثانية      | - المكسيك - صوفيا أراغون |
| أفضل 5               | - كولومبيا - غابرييلا تافور - تايلاند - باوينسودا دروين |
| أفضل 10              | - فرنسا - مايفا كوك - آيسلندا - بيرتا ابيبا ثورهالستولدر - أندونيسيا - فريدريكا أليكسيس كول - بيرو - كيلين ريفيرا - الولايات المتحدة - تشيسلي كريست |
| أفضل 20              | - ألبانيا - سيندي مارينا - البرازيل - جوليا هورتا - كرواتيا - ميا ركمان - جمهورية الدومينيكان - كلوفيد دالي - الهند - فارتيكا سينغ - نيجيريا - أولوتوسين أرومي - الفلبين - غازيني غانادوس - البرتغال - سيلفي سيلفا - فنزويلا - تاليا أولفينو - فيتنام - هوانغ ثوي |

### جوائز خاصة
| جائزة             | متنافسة                    |
| ----------------- | -------------------------- |
| أفضل زي وطني      | - الفلبين - غازيني غانادوس |
| ملكة جمال اللطافة | - بولندا – أولغا بوافا     |

### ترتيب الإعلان
| 1. جنوب إفريقيا 2. إندونيسيا 3. فيتنام 4. نيجيريا 5. تايلاند 6. ألبانيا 7. فرنسا 8. آيسلندا 9. كرواتيا 10. البرتغال 11. بورتوريكو 12. بيرو 13. جمهورية الدومينيكان 14. المكسيك 15. الولايات المتحدة 16. الفلبين 17. فنزويلا 18. الهند 19. البرازيل 20. كولومبيا | 1. الولايات المتحدة 2. كولومبيا 3. بورتوريكو 4. جنوب إفريقيا 5. بيرو 6. آيسلندا 7. فرنسا 8. إندونيسيا 9. تايلاند 10. المكسيك | 1. المكسيك 2. تايلاند 3. كولومبيا 4. بورتوريكو 5. جنوب إفريقيا | 1. المكسيك 2. جنوب إفريقيا 3. بورتوريكو |  |

## الخلفية

### تحديد المكان
صرح السياسي ورجل الأعمال الفلبيني شافيت سينغسون أواخر عام 2018 الذي مول مسابقة ملكة جمال الكون 2016 ، أن نسخة الجديدة لهذا العام من المسابقة ستُعقد في سيول، كوريا الجنوبية، التي سبق أن استضافت مسابقة ملكة جمال الكون عام 1980. وأنه سيساعد في الإعداد لعقد المسابقة في كوريا الجنوبية، على الرغم من عدم الانتهاء من التفاصيل ؛ لم تؤكد منظمة ملكة جمال الكون هذا الخبر مطلقًا. في أبريل 2019 ظهرت انباء تفيد أن كل من الفلبين ومدينة ريو دي جانيرو ، البرازيل أصبحت مهتمة باستضافة المسابقة أيضًا. ازداد الاهتمام بالفلبين بعد فوز ممثلتها كاتريونا غراي في مسابقة ملكة جمال الكون 2018 ، التي تتطلع إلى تتويج خليفتها في بلدها الأصلي، مثلما فعلت بيا فورتزباخ في مسابقة ملكة جمال الكون 2016. وفي الوقت نفسه، سيتم إعلان ريو دي جانيرو عاصمة عالمية الهندسة المعمارية لليونسكو لعام 2020 ، ويقال إنها تتطلع لاستضافة المزيد من الأحداث الدولية في المدينة تحسبا لهذا اللقب. في أغسطس 2019 ، تبين أن إسرائيل أيضًا كانت مهتمة باستضافة المنافسة. من خلال خطة أعدها المنتجان داني بنيم وعساف بليشر، ظهرت محادثات بشأن استضافة المنافسة في إسرائيل بعد أن استضافت تل أبيب بنجاح مسابقة الأغنية الأوروبية لعام 2019. وذكروا أن إسرائيل مهتمة أيضًا باستضافة المنافسة في عام 2020. استضافة المسابقة في إسرائيل من شأنه أن يسبب صعوبات فيما يتعلق بالعديد من المشاركين من الدول التي لا تعترف بإسرائيل ؛ يحتاج هؤلاء الداخلين إلى تصريح خاص لدخول البلاد.
في مايو 2019 ، صرحت ريشيل سينغسون مايكل، ابنة شافيت سينغسون، وكانت واحدة من القضاة في مسابقة ملكة جمال الكون 2018 ، أن الفلبين كانت واحدة من العديد من البلدان التي كانت تسعى لاستضافة مسابقة 2019 ، وأن أعمال عائلتها أل سي اس قروب كانت ملتزمة بالاستضافة في الفلبين أو كوريا الجنوبية. في 31 أكتوبر 2019 ، أكدت منظمة ملكة جمال الكون أن المسابقة ستعقد في 8 ديسمبر 2019 في أتلانتا، جورجيا في تايلر بيري ستوديوز.

## اختيار المشاركين
من بين 90 متنافسة من دول وإقليم في المسابقة ؛ تم تعيين ستة من هؤلاء المتسابقات ممثلات ألقابهم الوطنية. تم تعيين هوانغ توي من فيتنام على اللقب بعد اختيار داخلي من قبل المدير الوطني في البلاد دونج ترونج تيين لين. حصل ثوي على المركز الثاني في مسابقة ملكة جمال الكون في فيتنام 2017. تم اختيار باقي المندوبين بعد الفوز بمسابقاتهم الوطنية. ستشهد نسخة 2019 عائدات جزر كوك والأتراك وكايكوس وسيراليون والعراق وتنزانيا ؛ جزر كوك لم تتنافس منذ عام 1999 ، جزر تركس وكايكوس منذ عام 2014 ، سيراليون منذ عام 2016 ، في حين أن الجزر الأخرى لم تتنافس منذ عام 2017. سوف تنسحب غانا من المنافسة بعد تعليق منظمة ملكة جمال الكون غانا مؤقتًا ؛ سوف يستأنفون العمليات في عام 2020

## المنافسة

### آلية المسابقة
كما تم تقديم مسابقة عام 2018 ، سيتم اختيار عشرين متسابقة من المجموعة الأولى التي تضم 90 مندوبة من خلال مقابلة مغلقة ومنافسة أولية تضمنت متسابقين يتنافسون في ملابس السباحة وثوب مسائي. بعد غياب لمدة عامين، سيعود التصويت عبر الإنترنت، مع قدرة الجمهور على التصويت لمرشح من بين العشرين الأوائل من خلال التصويت عبر الإنترنت.

### لجنة الإختيار
- غابي إسبينو - ممثلة فنزويلية.[12]
- سوزان هندريكس - سيدة أعمال أمريكية وشخصية في وسائل التواصل الاجتماعي.[13]
- ريو موري - ملكة جمال الكون 2007 من اليابان.[14]
- كارا موند - ملكة جمال أمريكا 2018 .[15]
- بوزوما سانت جون - سيدة أعمال وتسويقية أمريكية .[16]
- كريستل ستيوارت - الممثلة الأمريكية وملكة جمال الولايات المتحدة الأمريكية 2008 .[17]
- بولينا فيغا - ملكة جمال الكون 2014 من كولومبيا.[18]

## المتنافسات
تم تأكيد 80 متسابقة منتدبة من البلدان المشاركة في مسابقة جمال الكون 2019.
| البلد / الإقليم            | اسم المتسابقة            | العمر | الطول                      | بلد المنشأ                   | ملاحظات              |
| -------------------------- | ------------------------ | ----- | -------------------------- | ---------------------------- | -------------------- |
| ألبانيا                    | سيندي مارينا             | 20    | 1.80 م (5 قدم 11 بوصة)     | شقودرة                       | أفضل 20              |
| أنغولا                     | ساليت ميغيل              | 20    |                            | مقاطعة كوانزا سول            |                      |
| الأرجنتين                  | ماريانا فاريلا           | 23    | 1.78 م (5 قدم 10 بوصة)     | أفيلانيدا                    |                      |
| أرمينيا                    | دايانا دافتيان           | 20    | 1.76 م (5 قدم 9 1⁄2 بوصة)  | يريفان                       |                      |
| أروبا                      | دانا غارسيا              | 20    | 1.83 م (6 قدم 0 بوصة)      | أورنجستاد                    |                      |
| أستراليا                   | بريا سيراو               | 27    | 1.71 م (5 قدم 7 1⁄2 بوصة)  | ملبورن                       |                      |
| باهاماس                    | تاريا ستوروب             | 23    | 1.79 م (5 قدم 10 1⁄2 بوصة) | باهاما الكبرى                |                      |
| بنغلاديش                   | شيرين أكتر شيلا          |       |                            |                              |                      |
| بربادوس                    | شانيل إيفيل              | 20    | 1.84 م (6 قدم 1⁄2 بوصة)    | بريدج تاون                   |                      |
| بلجيكا                     | أنجيلين فلور بوا         | 24    |                            | أنتويرب                      |                      |
| بليز                       | ديستين أرنولد            | 26    | 1.70 م (5 قدم 7 بوصة)      | رورينغ كريك                  |                      |
| بوليفيا                    | فابيانا هورتادو          | 21    | 1.70 م (5 قدم 7 بوصة)      | سانتا كروز دي لا سييرا       |                      |
| البرازيل                   | جوليا هورتا              | 25    | 1.75 م (5 قدم 9 بوصة)      | جويز دي فورا                 | أفضل 20              |
| جزر العذراء البريطانية     | بريا سميث                | 25    | 1.73 م (5 قدم 8 بوصة)      | تورتولا                      |                      |
| بلغاريا                    | لورا أسينوفا             | 25    |                            | بيالا سلاتينا                |                      |
| كمبوديا                    | سومنانج ألينا            | 18    | 1.73 م (5 قدم 8 بوصة)      | بنوم بنه                     |                      |
| كندا                       | أليسا بوسطن              | 24    | 1.73 م (5 قدم 8 بوصة)      | تيكومسه                      |                      |
| جزر كايمان                 | خديجة بودين              | 23    | 1.83 م (6 قدم 0 بوصة)      | بودن تاون                    |                      |
| تشيلي                      | جيرالدين غونزاليس        | 19    | 1.77 م (5 قدم 9 1⁄2 بوصة)  | كونشالي                      |                      |
| الصين                      | روزي زو شين              | 25    | 1.76 م (5 قدم 9 1⁄2 بوصة)  | خبي                          |                      |
| كولومبيا                   | غابرييلا تافور           | 23    | 1.79 م (5 قدم 10 1⁄2 بوصة) | كالي                         | أفضل 5               |
| كوستاريكا                  | باولا شاكون              | 27    | 1.72 م (5 قدم 7 1⁄2 بوصة)  | سان خوسيه                    |                      |
| كرواتيا                    | ميا ركمان                | 21    | 1.69 م (5 قدم 6 1⁄2 بوصة)  | كورلا                        | أفضل 20              |
| كوراساو                    | كيرشا عطاف               | 25    |                            | ويلمستاد                     |                      |
| جمهورية التشيك             | باربورا هوداتشوفا        | 23    | 1.80 م (5 قدم 11 بوصة)     | تبليتسه                      |                      |
| الدنمارك                   | كاتيا ستوكهولم           | 22    | 1.70 م (5 قدم 7 بوصة)      | أودنسه                       |                      |
| جمهورية الدومينيكان        | كلوفيد دالي              | 19    | 1.78 م (5 قدم 10 بوصة)     | بونتا كانا                   | أفضل 20              |
| الإكوادور                  | كريستينا هيدالغو         | 22    | 1.78 م (5 قدم 10 بوصة)     | غواياكيل                     |                      |
| مصر                        | ديانا حامد               | 24    |                            | القاهرة                      |                      |
| السلفادور                  | زوليكا سولير             | 25    | 1.77 م (5 قدم 9 1⁄2 بوصة)  | لا يونيون                    |                      |
| غينيا الاستوائية           | سيرافينا آدا             | 20    |                            | نيفانغ                       |                      |
| فنلندا                     | آني هاريونبا             | 23    |                            | ساستاملا                     |                      |
| فرنسا                      | مايفا كوك                | 25    | 1.76 م (5 قدم 9 1⁄2 بوصة)  | ليل                          | أفضل 10              |
| جورجيا                     | تاكو آدميا               | 24    | 1.73 م (5 قدم 8 بوصة)      | تبليسي                       |                      |
| ألمانيا                    | ميريام راوترت            | 23    | 1.65 م (5 قدم 5 بوصة)      | برلين                        |                      |
| بريطانيا العظمى            | إيما جنكينز              | 26    | 1.75 م (5 قدم 9 بوصة)      | لانيلي                       |                      |
| غوام                       | سيسي لوه                 | 18    |                            | تاموننغ                      |                      |
| هايتي                      | غابريلا فاليهو           | 25    | 1.70 م (5 قدم 7 بوصة)      | بيتيونفيل                    |                      |
| هندوراس                    | روزماري اروز             | 26    |                            | سان بيدرو                    |                      |
| أيسلندا                    | بيرتا ابيبا ثورهالستولدر | 19    | 1.76 م (5 قدم 9 1⁄2 بوصة)  | موسفلسبير                    | أفضل 10              |
| الهند                      | فارتيكا سينغ             | 26    | 1.71 م (5 قدم 7 1⁄2 بوصة)  | لكهنؤ                        | أفضل 20              |
| إندونيسيا                  | فريدريكا أليكسيس كول     | 19    | 1.74 م (5 قدم 8 1⁄2 بوصة)  | جاكرتا                       | أفضل 10              |
| إيرلندا                    | فينوالا أورايلي          | 25    | 1.75 م (5 قدم 9 بوصة)      | دبلن                         |                      |
| إسرائيل                    | سيلا شارلين              | 22    | 1.79 م (5 قدم 10 1⁄2 بوصة) | بيت إسرائيل                  |                      |
| إيطاليا                    | صوفيا تريماركو           | 20    | 183 سـم (6 قدم 0 بوصة)     | بوتشينو                      |                      |
| جامايكا                    | إيانا تيكل غارسيا        | 19    | 1.78 م (5 قدم 10 بوصة)     | مونتيغو باي                  |                      |
| اليابان                    | أكو كامو                 | 21    | 167 سـم (5 قدم 5 1⁄2 بوصة) | كوبه                         |                      |
| كازاخستان                  | ألفايا إرسينا            | 18    |                            | أتيراو                       |                      |
| كينيا                      | ستايسي ميشوكي            | 18    |                            | نيروبي                       |                      |
| كوريا الجنوبية             | لي يون جو                | 25    | 178 سـم (5 قدم 10 بوصة)    | إنتشون                       |                      |
| كوسوفو                     | فاتباردا هوكسها          | 21    |                            | ريتشانه                      |                      |
| لاوس                       | فيشيتا فونيفيلاي         | 23    | 1.76 م (5 قدم 9 1⁄2 بوصة)  | فيينتيان                     |                      |
| ليتوانيا                   | بوليتا بالتروسيتي        | 21    |                            | فيلنيوس                      |                      |
| ماليزيا                    | شويتا سيكون              | 22    | 1.72 م (5 قدم 7 1⁄2 بوصة)  | كوالالمبور                   |                      |
| مالطا                      | تيريزا روجليو            | 23    | 1.80 م (5 قدم 11 بوصة)     | سليمة                        |                      |
| موريشيوس                   | أورنيلا لافليش           | 21    |                            | بو باسين روز هيل             |                      |
| المكسيك                    | صوفيا أراغون             | 25    | 1.74 م (5 قدم 8 1⁄2 بوصة)  | سابوبان                      | الوصيفة الثانية      |
| منغوليا                    | غونزايا بات إيردين       | 24    |                            | أولان باتور                  |                      |
| ميانمار                    | سوي زين هتيت             | 20    | 1.75 م (5 قدم 9 بوصة)      | هبان-ان                      |                      |
| ناميبيا                    | ناديا بريتينباخ          | 24    | 1.75 م (5 قدم 9 بوصة)      | ويندهوك                      |                      |
| نيبال                      | براديبتا أديكاري         | 23    | 1.70 م (5 قدم 7 بوصة)      | كاتماندو                     |                      |
| هولندا                     | شارون بيكسما             | 24    | 1.81 م (5 قدم 11 1⁄2 بوصة) | روتردام                      |                      |
| نيوزيلندا                  | دايموند لانغي            | 27    | 1.79 م (5 قدم 10 1⁄2 بوصة) | أوكلاند                      |                      |
| نيكاراغوا                  | إينيس لوبيز              | 19    | 1.76 م (5 قدم 9 1⁄2 بوصة)  | ماناغوا                      |                      |
| نيجيريا                    | أولوتوسين أرومي          | 25    |                            | جالينجو                      | أفضل 20              |
| النرويج                    | هيلين أبيلدسنس           | 20    | 1.72 م (5 قدم 7 1⁄2 بوصة)  | كريستيانساند                 |                      |
| بنما                       | مهر إليازر               | 22    | 1.72 م (5 قدم 7 1⁄2 بوصة)  | بنما                         |                      |
| باراجواي                   | كيتلين لوتيرمان          | 25    | 1.73 م (5 قدم 8 بوصة)      | سانتا ريتا                   |                      |
| بيرو                       | كيلين ريفيرا             | 26    |                            | أريكيبا                      | أفضل 10              |
| الفلبين                    | غازيني غانادوس           | 23    | 1.73 م (5 قدم 8 بوصة)      | تاليساي                      | أفضل 20              |
| بولندا                     | أولغا بوافا              | 27    | 1.75 م (5 قدم 9 بوصة)      | اشوينواويشتشه                |                      |
| البرتغال                   | سيلفي سيلفا              | 20    | 1.76 م (5 قدم 9 1⁄2 بوصة)  | غيمارايش                     | أفضل 20              |
| بورتوريكو                  | ماديسون أندرسون          | 24    | 1.78 م (5 قدم 10 بوصة)     | توا باخا                     | الوصيفة الأولى       |
| رومانيا                    | دورينا تشيهايا           | 26    |                            | ياش                          |                      |
| سانت لوسيا                 | بيبيانا مانغال           | 23    | 1.73 م (5 قدم 8 بوصة)      | كاستريس                      |                      |
| سيراليون                   | ماري إستير بانغورا       | 22    | 1.80 م (5 قدم 11 بوصة)     | بورت لوكو                    |                      |
| سنغافورة                   | مهنا برابها              | 24    |                            | سنغاورة                      |                      |
| جمهورية سلوفاكيا           | لورا لونغاويروفا         | 23    | 1.78 م (5 قدم 10 بوصة)     | ديتفا                        |                      |
| جنوب أفريقيا               | زوزيبيني تونزي           | 25    | 1.78 م (5 قدم 10 بوصة)     | تسولو                        | ملكة جمال الكون 2019 |
| إسبانيا                    | ناتالي أورتيغا           | 19    |                            | برشلونة                      |                      |
| السويد                     | لينا ليونبيرغ            | 22    |                            | أوسترغوتلاند                 |                      |
| تنزانيا                    | شبيلا ستانتون            | 23    |                            | موروغورو                     |                      |
| تايلاند                    | باوينسودا دروين          | 25    | 1.81 م (5 قدم 11 1⁄2 بوصة) | بانكوك                       | أفضل 5               |
| تركيا                      | بيلغي نور آيدوموس        | 23    |                            | إسطنبول                      |                      |
| أوكرانيا                   | أناستازيا سوبوتا         |       |                            | زابوروزي                     |                      |
| الأورغواي                  | فيونا تينوتا             | 23    |                            | بونتا دل إيستي               |                      |
| جزر العذراء الأمريكية      | أندريا بيكوس             | 25    | 1.85 م (6 قدم 1 بوصة)      | شارلوت أمالي                 |                      |
| الولايات المتحدة الأمريكية | تشيسلي كريست             | 28    | 1.68 م (5 قدم 6 بوصة)      | تشارلوت (كارولاينا الشمالية) | أفضل 10              |
| فنزويلا                    | تاليا أولفينو            | 20    | 1.78 م (5 قدم 10 بوصة)     | بلنسية                       | أفضل 20              |
| فيتنام                     | هوانغ ثوي                | 27    | 1.80 م (5 قدم 11 بوصة)     | تانه هوا                     | أفضل 20              |

### الظهور لأول مرة
- بنغلاديش

مع اختتمت مسابقة ملكة جمال بنغلاديش للكون في 23 أكتوبر 2019 في العاصمة دكا بتتويج شيرين أكتر شيلا ملكة جمال بنغلاديش للكون 2019 ، ولتصبح أول ممثلة من بنغلاديش في مسابقة ملكة جمال الكون.
- غينيا الاستوائية

توجت سيرافينا نشاما إيني ملكة جمال غينيا الاستوائية 2019 ، في ليلة تتويج مسابقة ملكة جمال غينيا الاستوائية في 09 سبتمبر 2019 حيث تنافس أربعة وعشرون متسابقة على اللقب، ولتظهر البلد للمرة الأولى في مسابقة ملكة جمال الكون هذا العام.

### العائدات
- ليتوانيا

آخر مرة دخلت منتدبة ليتوانيا المنافسة كانت تواجد باتريشيا بيلوسوفا في مسابقة ملكة جمال الكون 2014:
- رومانيا

آخر مرة دخلت منتدبة رومانيا المنافسة كانت تواجد أيوانا ميهالاش في مسابقة ملكة جمال الكون 2017:
- سيراليون

آخر مرة دخلت منتدبة سيراليون المنافسة كانت تواجد هوا كامارا في مسابقة ملكة جمال الكون 2016:
- تنزانيا[106]

آخر مرة دخلت منتدبة تنزانيا المنافسة كانت تواجد ليليان مارولي في مسابقة ملكة جمال الكون 2017:

### الأنسحاب
- غانا - تم تعليق ملكة جمال الكون غانا 2019 ، وفقا للمنظمة. ستستأنف المنظمة عملياتها بحلول عام 2020.

### التسميات
1. ↑   فرنسا - بعد أن اختار فيمالاما شافيز عدم التنافس في مسابقة دولية ، أكدت منظمة ملكة جمال فرنسا في 23 سبتمبر 2019 أنها عينت مايفا كوك لتمثيل فرنسا في مسابقة ملكة جمال الكون 2019.[51]
2. ↑   الهند - تم عقد مسابقة ملكة جمال ديفا عام 2019. وأثناء حفل أقيم في 26 سبتمبر 2019 في مومباي ، أعلنت المنظمة عن الفائزين الثلاثة المختارين بعناية وهم سينغ في مسابقة ملكة جمال ديفا الكون 2019 وعينت أيضًا شيفالي سود في دور ملكة جمال ديفا فوق الوطنية 2019 وفارون فيرما في منصب السيد الهند فوق الوطني 2019.[60]
3. ↑  فيتنام - تم تسميت هوانغ ثوي ممثلة ملكة جمال كون فيتنام 2019 من قبل دونغ ترونغ ثين لي، المدير الوطني للمسابقة ملكة جمال الكون فيتنام. يذكر أن ثوي حلت في مركز الوصيفة الأولى بمسابقة ملكة جمال كون فيتنام 2017.[103]

### الاعتذار عن المشاركة
- فرنسا أعلنت فيمالاما شافيز أنها لن تمثل فرنسا في مسابقة ملكة جمال العالم 2019 أو ملكة جمال الكون 2019 لأنها تفضل توجيه المتسابقات في مسابقة ملكة جمال فرنسا 2020 وتكون جزءًا من رحلة الاندماج في تاهيتي في 17 نوفمبر 2019.[107][108]
- النمسا بعد انسحبت النمسا من مسابقة 2018 بسببب التخلي عن الامتياز والخلافات من جانب المنظمين، اعتبار "ملكة جمال النمسا" ليست رسمية، فقد تم تغيير اللقب في غضون مهلة قصيرة إلى "سفيرة مهام النمسا". وقالت متحدثة باسم المنظمين "لم يعد هناك أي" ملكة جمال النمسا "، لا يوجد سوى لقب" مهام النمسا، سفير العلامة التجارية "، ولم تعد تخطط للمشاركة في مسابقة" ملكة جمال العالم "الدولية.[109] لن تتنافس ملكة جمال النمسا ما لم تصدر منظمة ملكة جمال النمسا بيانات رسمية بشأن مشاركة النمسا. لم تصدر منظمة ملكة جمال النمسا أي بيانات بخصوص سحب عن المشاركة حتى 4 سبتمبر 2019.[110]

## عمليات الانتقال
المتسابقات الذين سبق لهم التنافس أو سيتنافسون في مسابقة جمال دولية أخرى:
ملكة جمال العالم
- 2015:  بريطانيا العظمى: إيما جنكينز (ممثلة عن  )
- 2019:  بلجيكا: إيلينا كاسترو سواريز (يحدد لاحقا)
- 2019:  قرغيزستان: المارا بورانباييفا (يحدد لاحقا)
- 2019:  بولندا: ميلينا سادوسكا (يحدد لاحقا)
- 2019:  روسيا : ألينا سانكو (يحدد لاحقا)

ملكة جمال الأمم
- 2017:  كوستاريكا: باولا شاكون

ملكة جمال الأرض
- 2017:  نيوزيلندا: دايموند لانغي (ممثلة عن   تونغا; حلت ضمن أفضل 16)
- 2017:   تايلاند باوينسودا دروين (حلت ضمن أفضل 8)

ملكة جمال انتركونتيننتال
- 2018:  سلوفاكيا: لورا لونغاويروفا (الوصيفة الثانية)

ملكة جمال سوبرناشونال
- 2014:  هايتي: غابرييلا فاليخوس (ممثلة عن   كندا حلت ضمن أفضل 20)[111]
- 2016:  كوستاريكا: باولا شاكون
- 2016:  ميانمار: سوي زين هتيت (حلت ضمن أفضل 10)
- 2018:  كندا: أليسا بوسطن

ملكة جمال الدولية الكبرى
- 2016:  بورتوريكو: ماديسون أندرسون (الوصيفة الثالثة)

ملكة جمال ايكو الدولية
- 2018:  كندا: أليسا بوسطن

ملكة جمال السياحة الدولية
- 2017:  البرازيل: جوليا هورتا (الوصيفة الرابعة)
- 2015:  كوستاريكا: باولا شاكون (ملكة)

رينادو انترناسيونال دل كافيه
- 2016:  البرازيل: جوليا هورتا (الوصيفة الأولى)

ملكة جمال العالم الجامعية
- 2017:  كمبوديا: سومنانج ألينا (ضمن أفضل 16)

أفضل موديل في العالم
- 2012:  فيتنام: هوانغ ثوي (حلت ضمن أفضل 15)
- 2015:  كوستاريكا: باولا شاكون (حلت ضمن أفضل 15)
- 2015:  بورتوريكو: ماديسون أندرسون (الوصيفة الرابعة)

ملكة جمال جنوب شرق آسيا الصينية
- 2013:  تايلاند: باوينسودا دروين (حلت ضمن أفضل 8)

## الروابط الخارجية
- موقع ملكة جمال الكون الرسمي